# Ángeles de Mons
Los ángeles de Mons es el nombre otorgado a una leyenda la cual postula que un grupo de ángeles protegieron al Ejército británico en la Batalla de Mons durante la Primera Guerra Mundial. La evidencia da a entender que la historia es ficticia, creada por una combinación del relato patriótico de Arthur Machen, rumores, "histeria colectiva" y leyenda urbana. Algunas visiones actuales del tema defienden que pudo ser una deliberada fórmula de propaganda después de la batalla.

## Historia
La noche del 23 al 24 de agosto de 1914 se produjo el primer gran enfrentamiento entre las fuerzas expedicionarias inglesas y las alemanas: las primeras, sustancialmente inferiores en número, se vieron obligadas a retirarse al día siguiente. La retirada y la batalla fueron rápidamente percibidas por el público inglés como un momento clave en la guerra. Pese a la censura que había en el Reino Unido por aquel entonces, esta batalla fue la primera prueba que tuvieron los británicos de que derrotar a Alemania no iba a ser tan fácil como algunos hubieran pensado. Considerando el número de fuerzas alemanas involucradas en la batalla, la habilidad inglesa para detener su avance tanto tiempo como lo hicieron fue vista como digna de elogio y las peticiones para alistarse en el ejército subieron a las varias semanas.

## Arthur Machen y "The Bowmen"
El 29 de septiembre de 1914 el autor galés Arthur Machen publicó en el periódico inglés The Evening News un relato corto, "The Bowmen", inspirado tanto en escritos que había leído sobre la batalla de Mons y como en su propio imaginario. 
La historia, situada en la Primera Guerra Mundial, relata un extraño evento sobrenatural: los arqueros dirigidos por San Jorge de Capadocia en la mítica batalla de Agincourt, regresan al mundo de los vivos para asistir a las tropas británicas en la Batalla de Mons. Esa misma herramienta narrativa también sería utilizada posteriormente por Tolkien con Aragorn en el Sendero de los Muertos, en la tercera parte de la saga del anillo.
Cabe señalar que fue "Los arqueros" quien dio comienzo a la célebre leyenda de Los ángeles de Mons y no al revés.